# Khâemouaset (fils de Ramsès II)
Pour les articles homonymes, voir Khâemouaset.
Le prince Khâemouaset (Ḫˁ-m-wȝs.t) est le quatrième fils de Ramsès II et le deuxième de la seconde grande épouse royale Isis-Néféret. Il est inhumé au sérapéum de Saqqarah. Célèbre pour sa passion des monuments et des écrits anciens, Khâemouaset inspire le personnage de Setné-Khâemouaset qui apparaît dans la littérature démotique, dans les récits du cycle de Setné.

## Généalogie
Du fait de son rang parmi les princes, il est certain que Khâemouaset est né sous le règne de son grand-père Séthi Ier (soit vers 1284), peut-être à Memphis, et meurt à l'âge d'environ soixante ans en l'an 55 du règne de son père. Il est le quatrième fils de Ramsès II et le deuxième fils de la reine Isis-Néféret. Il est donc le frère de la première fille et grande épouse royale Bentanat, du deuxième prince Ramessou, à qui revient par ailleurs du titre de « prince héritier » à la mort du fils aîné du roi Amonherkhépeshef avant de laisser ce titre à Khâemouaset, et du treizième prince Mérenptah, ce dernier étant finalement le successeur du roi, ayant lui aussi hérité du titre de « prince héritier » à la mort de Khâemouaset.
Khâemouaset laisse au moins trois enfants qu'il a eu d'une épouse restée pour le moment anonyme :
- Ramsès, l'aîné, qui le seconde dans ses fonctions de grand pontife de Ptah[3] ;
- Hori Ier qui suit la carrière religieuse de son père et devient à son tour grand prêtre de Ptah à la fin du règne de son grand-père Ramsès II ;
- Isis-Néféret III, qui a peut-être épousé Mérenptah son oncle, le 13e fils de Ramsès II et qui succède à ce dernier.

## Carrière
Khâemouaset comme tous les fils royaux de Ramsès reçoit une éducation militaire.
Sur un relief du temple de Beit el-Ouali, on le voit assister son père lors d'une campagne de pacification de la Basse-Nubie. Cette campagne est datée de la dernière partie du règne de son grand-père Séthi Ier, au temps où Ramsès héritier du trône était corégent. Le prince Khâemouaset devait alors avoir quatre ans. Il est donc peu probable que le prince y ait participé.
Plus tard au début du règne autonome de son père, il l'accompagne également lors de ses campagnes asiatiques dont notamment la célèbre bataille de Qadesh en l'an 5. Puis en l'an 8, il participe à la prise de Dapour, cité syrienne, devant laquelle l'armée de Pharaon met le siège et prend d'assaut ses murailles. Khâemouaset devait être âgé à ce moment d'un peu plus de quinze années. Ici aussi, la réalité du commandement militaire par les princes est peu probable.
En parallèle à cette carrière militaire précoce, il reçoit aussi une éducation princière, probablement dans l'école du Kep, institution traditionnellement réservée à l'éducation des enfants royaux. Khâemouaset, maîtrisant parfaitement l'écriture, appréciant les textes et ayant acquis de grandes connaissances en théologie, se fait une réputation d'érudit.
Vers l'âge de vingt ans, il est nommé prêtre sem de Ptah, chargé du culte des taureaux sacrés. Il décide très vite de modifier et codifier le principe de la mise au tombeau des Apis, dont celle de l'an 30 qu'il organise. Il fait creuser la petite galerie du Sérapéum à Saqqarah donnant accès à plusieurs salles, afin que chaque taureau ait son propre caveau, et crée un temple destiné à la célébration des rites funéraires de tous les Apis morts.
Il s'intéresse également aux édifices érigés par ses ancêtres. Il entreprend des recherches sur les sites de Gizeh, Saqqarah et Abousir, s'occupant ainsi des pyramides de Djéser, Chepseskaf, Ounas, Sahourê et du temple solaire de Niouserrê. Il est attristé par l'état déplorable de certains monuments envahis par les sables et s'emploie à les sauvegarder et à les restaurer, faisant graver sur chaque monument le nom de son propriétaire, celui du pharaon Ramsès II, ainsi qu'un texte ordonnant leur sauvegarde. Il fait inscrire dans la pyramide d'Ounas :
« Sa Majesté décréta une proclamation : « C'est le grand prêtre sem, le prince Khâ-em-ouas, qui a perpétué le nom du roi […]. Le prêtre sem, le prince Khâ-em-ouas, agit noblement, désirant restaurer les monuments des rois de la Haute et de la Basse-Égypte qui tombaient en ruine. » Lui décréta des offrandes sacrées [provenant] d'une tenure ainsi que du personnel. »
Khâemouaset est considéré comme le « premier égyptologue » en raison de ses efforts de préservation des monuments anciens, des temples et, surtout, des noms de ceux qui les avaient construits,.
Hormis ses activités de grand prêtre et en quelque sorte d'archéologue, Khâemouaset assume de hautes fonctions administratives à Memphis alors que son père était à Pi-Ramsès. Il est également chargé des Fête-Sed du pharaon ; pour les cinq premiers jubilés, Khâemouaset parcourt l'Égypte, annonçant au peuple l'évènement. En l'an 30, Khâemouaset est promu directeur. En l'an 32 du règne de Ramsès II, il est promu « Grand qui dirige les Artisans » (c'est-à-dire grand prêtre de Ptah) de Memphis et succède ainsi à Didia dans cette haute fonction religieuse. C'est à ce titre qu'il organise cinq des jubilés de son père (ceux des ans 30, 33/34, 36/37, 40 et 42) et préside au culte du dieu des artisans.
Il devient prince héritier à la mort de son frère aîné, Ramessou, vers l'an 50 ou 52, la date exacte étant encore sujette à débats. Il n'accède finalement jamais au trône, car il décède vers l'âge de soixante ans, soit en l'an 55 du règne de son père. Il s'était fait aménager un caveau dans le Sérapéum de Saqqarah ainsi qu'une chapelle richement décorée. Son corps est enseveli dans un sarcophage en bois, le visage protégé par un masque en feuille d'or martelé,. Le tombeau a été découvert, tout à fait par hasard, par Mariette en 1852. Son frère cadet Mérenptah lui succède en tant que « prince héritier », titre qu'il conservera jusqu'en l'an 67, c'est-à-dire lors de la mort de Ramsès II à qui il succédera pour devenir le quatrième roi de la XIXe dynastie.

## Attestations
Khâemouaset est de loin le prince le plus mentionné, avec près de 150 attestations suivant le relevé de Fisher en 2001. Hormis sa tombe et les théories princières, Khâemouaset est attesté entre autres par les éléments suivants :
- deux scènes, exécutées par lui-même après l'an 20 (déduction de la graphie de graphie des cartouches royaux), montrent la famille de sa mère Isis-Néféret[12] :
  - la première scène, gravée sur un rocher proche d'Assouan, montre au registre supérieur le roi Ramsès II, Isis-Néféret (coiffée de deux hautes plumes et qualifiée d'épouse royale) et Khâemouaset (prêtre Iounmoutef et prêtre-sem) devant le dieu Khnoum, et au registre inférieur les princes Ramessou (qualifié de prince héritier), la Bentanat (qualifiée de grande épouse royale) et Mérenptah[13] ;
  - la seconde scène, figurée sur une stèle gravée sur l'un des piliers du spéos d'Horemheb au Gebel Silsileh, montre au registre supérieur Ramsès II, Isis-Néféret (coiffée de deux hautes plumes à cornes lyriformes et qualifée de grande épouse royale) et Bentanat (qualifiée également de grande épouse royale) avec une figure de Khâemouaset beaucoup plus petite devant les dieux Ptah et Néfertoum ; le registre inférieur montre le prince Ramessou et le prince (futur pharaon) Mérenptah[14] ;
- le groupe en grès rose d'origine memphite (Louvre 2272) que Khâemouaset composa lors de l'enterrement de leur mère Isis-Néféret et qui mentionne :

« Puisse le roi faire que soit satisfait Sokar-Osiris, maître d'Ânkh-Taouy, dans le repos de la nécropole du bel Occident en Hout-ka-khénem-nétjérou, qui dissimule le cadavre dans le temps de vie et rassemble les membres pour l'éternité. Le fils royal, le prêtre-sem de Ptah Khâemouaset, juste de voix, dit : "Puisses-tu vivre en tant que Sothis, grande épouse royale Isis-Néféret. Puisses-tu être élue (?) au ciel parmi les astres. Puisses-tu compléter Orion en face de Khépri comme un astre unique aux cuisses de Nout, Osiris Isis-Néféret, vivante (soit-elle) en tant que manifestation de Celui qui est protégé dans Busiris." Le scribe royal et grand général, le fils royal Ramessou, juste de voix. »
- le prince est figuré gisant avec son frère Ramessou dans une pièce originale appartenant à une collection privée[16] ;
- une statue (Bruxelles E.7500), dont n'est conservée que la partie inférieure sauf les pieds, représente la reine Isis-Néféret avec une figure en relief de son fils Khâemouaset dans sa fonction de « prêtre Iounmoutef bénéfique à Ptah » et de « prêtre-sem de Ptah » [17] ; est écrit sur le pilier dorsal :

« [...] l'Horus, maître du palais, celle qui remplit la salle d'audience, de son seul parfum. Ses effluves sont semblables à celles de Pount quand ses membres sont fardés (?), l'épouse royale [...].

[...] le sanctuaire néséret, sa perfection enveloppe les appartements privés, la salle d'audience est sous l'effet de ses effluves agréables et parfum, auprès de son père qui se réjouit de la voir, l'épouse royale [...]. »
- au Sérapeum, parmi de nombreux blocs mentionnant les noms de Ramsès II, un certain nombre mentionne celui de Khâemouaset[18] ;
- le titre de « fils royal aîné », qu'il a obtenu après la mort de son frère aîné Ramessou, se retrouve sur un petit graffito du Gebel Silsileh et sur la base d'une statue porte-enseigne originaire d'Abydos et conservé à Londres[6] ;
- son titre de prince héritier est attesté sur deux statues également[6] : 
  - une statue agenouillée de provenance inconnue et conservée à Brooklyn, elle porte l'inscription « le prince héritier, le fils royal, le Grand qui dirige les Artisans, le prêtre-sem Khâ[emouaset] »[6] ;
  - une grande statue trouvée près du Sérapéum de Saqqarah qui montre le prince présentant un naos contenant une figure d'Apis, dont les inscriptions mentionnent, entre autres, le texte suivant : « le prince héritier chef des Deux Terres, le fils royal et contrôleur de toutes les personnes portant la chendjyt, le prêtre-sem Khâemouaset » et « le prince héritier successeur de Geb, le prêtre-sem Khâemouaset »[6] ;
- dans le journal de bord d'un bateau ayant accosté à Pi-Ramsès et daté de l'an 52, Khâemouaset est cité mais est titré uniquement de « prêtre-sem de Ptah » et de « fils royal », pas de « prince héritier »[1], ce qui pourrait faire penser que le prince Ramessou était encore vivant, le personnel du « domaine du fils royal Ramessou », étant également mentionné dans ce journal de bord[9] ;
- le date de l'an 55 a été lue par Mariette sur l'un des murs de la chambre K du Sérapéum de Saqqarah où sont enterrés les deux derniers taureaux Apis du règne de Ramsès II, mais rien ne permet de s'assurer qu'elle a été écrite sur l'ordre de Khâemouaset, bien que ce soit l'avis généralement partagé par les chercheurs[1].

## L'énigme d'une sépulture princière

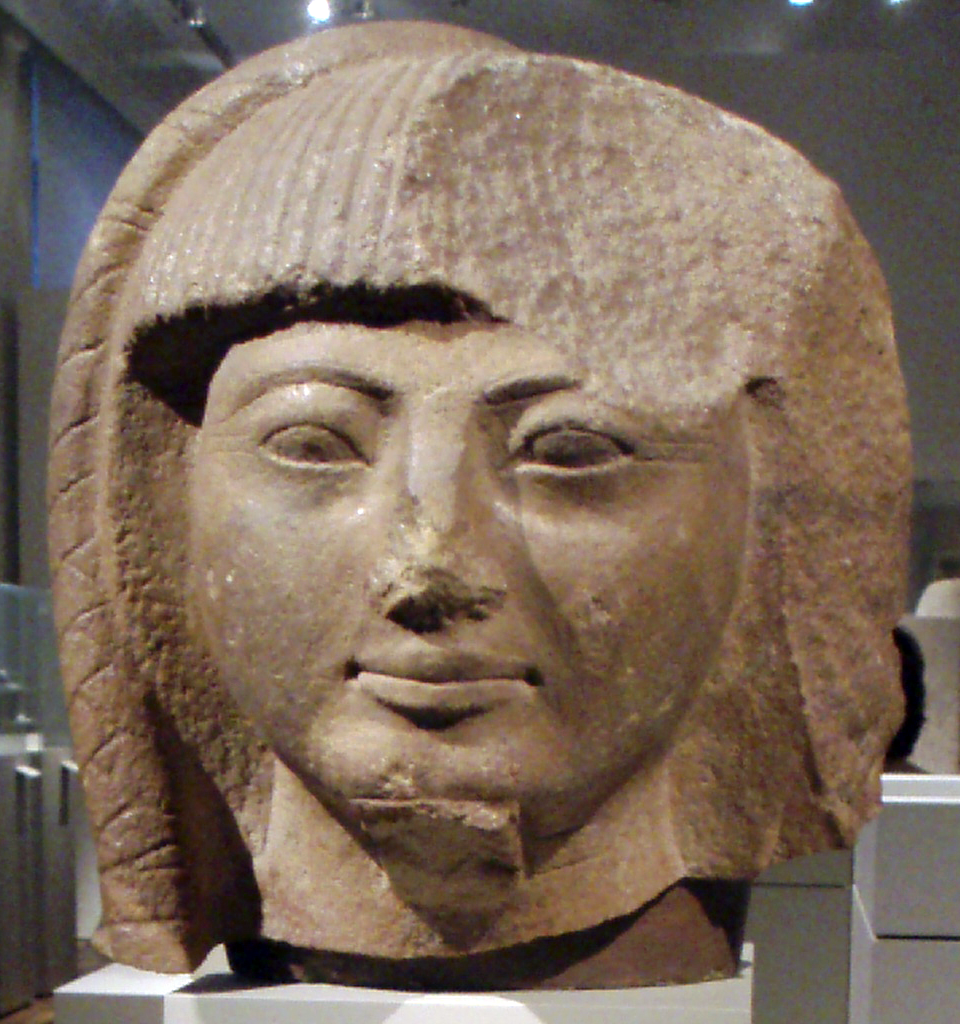
Tête d'une statue de Khâemouaset.

C'est en effet au cours de la fouille du Sérapéum de Saqqarah nouvellement découvert par Mariette que furent mises au jour les premières galeries souterraines qui distribuaient les tombeaux des taureaux sacrés. La découverte fit sensation et attira bientôt les pilleurs d'antiquités à la solde des collectionneurs qui œuvraient pour le compte des grands musées d'Europe.
Deux ensembles ont été alors dégagés et si la « Grande Galerie » se révéla déjà pillée, c'est dans la « Petite Galerie » que le jeune égyptologue, en butte à un obstacle, utilisera des explosifs pour dégager le passage, ce qui lui vaudra de nombreuses critiques dans le milieu scientifique. Ce faisant, il mettait au jour trois tombes d'Apis intactes, datant de la XIXe dynastie, chacune avec le mobilier funéraire qui avait été prévu pour accompagner le dieu momifié et inhumé dans de massifs sarcophages. Dans sa précipitation et cette course contre d'autres prétendants aux richesses que pouvaient contenir ces tombes, Mariette n'hésita donc pas à employer les grands moyens au prix d'une fouille plus délicate et minutieuse qui aurait pris alors plus de temps qu'il n'en disposait réellement pour mettre à l'abri les précieuses reliques.
La découverte était en effet inédite et l'on put constater que les grands prêtres de Ptah y étaient particulièrement bien représentés par les nombreuses offrandes qu'ils y laissèrent et les dons précieux de bijoux prophylactiques à leurs noms qui devaient accompagner leur dieu dans le voyage dans l'au-delà.
De fait, Khâemouaset participa aux enterrements d'au moins deux des Apis découverts et un grand nombre d'objets à son nom y ont été découverts dont toute une série d'ouchebtis.
Attenante au tombeau de l'Apis enterré en l'an 55 de Ramsès II, une chambre abritait un sarcophage de bois contenant une momie d'un homme déjà âgé, recouverte de bijoux princiers et le visage protégé par un masque d'or aux traits réalistes semblant ainsi nous livrer le masque mortuaire du défunt.
La chambre contenait également des stèles et reliefs aux noms de Khâemouaset, le fils de Ramsès II, et Mariette lui attribua la sépulture, conforté en-cela par les amulettes aux titres et nom du prince découvertes dans les vestiges du tombeau bouleversé par l'explosion.
Le fait sera contesté par la suite par les égyptologues qui suivirent Mariette, qui critiquèrent la méthode de fouille, l'absence de relevé précis de la découverte et doutèrent de surcroît qu'un prince de cette envergure, le fils préféré du roi désigné pour lui succéder, n'eût reçu finalement qu'une sépulture secondaire dépourvue de mobilier funéraire plus riche et plus significatif.

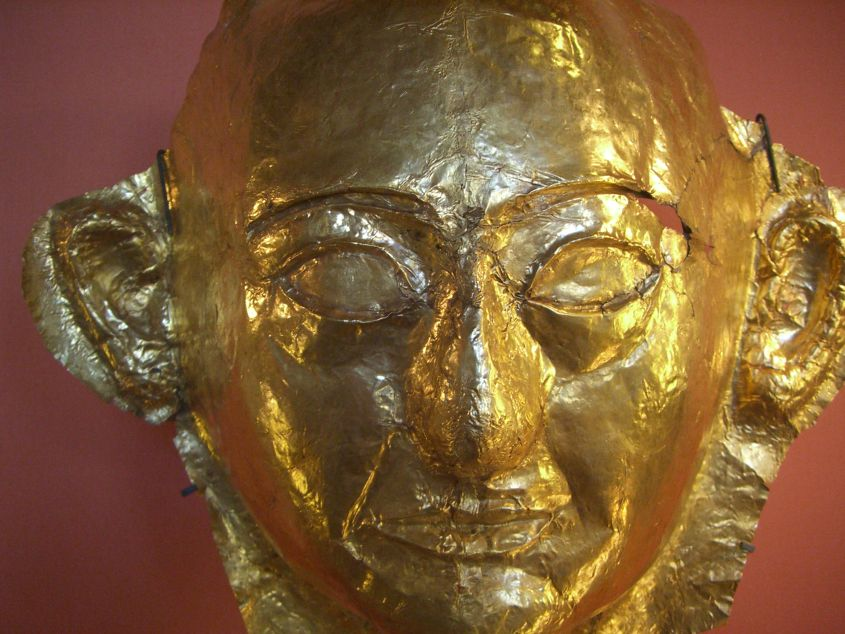
Masque en or de la momie attribuée à Khaemouaset - Musée du Louvre.

Puis une découverte en 1883 vint remettre en question l'identification faite par Mariette. Au cours de ses fouilles du Kafr el-Batran au pied de la nécropole de Gizeh, Gaston Maspero mit au jour des tombes du Nouvel Empire dont celle d'un Khâemouaset qu'on attribua aussi rapidement au célèbre prince archéologue. C'est pourquoi, dès lors, les ouvrages traitant du sujet n'évoquent pas de manière certaine la tombe de Saqqarah comme étant celle du grand prêtre et font le plus souvent référence à cette découverte faite à proximité de la grande pyramide.
Cependant, la relative modestie du tombeau de Gizeh, bien qu'une partie de ses reliefs soient de haute qualité, et que sa datation indique plutôt une sépulture de la XVIIIe dynastie, n'invitent pas non plus à cette conclusion. De plus, les titres de ce Khâemouaset ont longtemps été mal interprétés et il faut y reconnaître aujourd'hui un simple chef des charpentiers du roi, qui reçut le privilège de se faire aménager un véritable caveau familial au pied du plateau des pyramides livrant de précieuses informations généalogiques qui écartent ainsi définitivement l'hypothèse qu'il s'agit du tombeau du prince.
Il est aujourd'hui établi que la découverte du sérapéum de Saqqarah est bien celle de la tombe du fils de Ramsès II. Le masque en or, les amulettes et pectoraux de facture royale, les ouchebtis, les stèles et reliefs représentant le prince-grand prêtre, tout concorde pour faire de cette tombe celle de Khâemouaset. En tant que prince héritier et grand pontife de Memphis, il reçut le privilège d'être enterré au plus près du dieu qu'il avait servi pendant près de quarante ans et pour lequel il avait innové en créant les premières catacombes qui lui étaient consacrées.

## Apparitions dans la fiction

### Dans la littérature égyptienne antique
Dès l'Antiquité, Khâemouaset sert de base à l'élaboration du personnage de Setné (ou Satni) qui apparaît dans deux récits conservés sur un papyrus en démotique datant du IIIe siècle avant notre ère et connu sous le nom de « cycle de Setné » (ou anciennement « roman de Satni »). Il y devient un magicien qui parcourt les nécropoles en quête de secrets magiques pour son profit personnel, mais se trouve vite dépassé par les forces auxquelles il a affaire, formant « un véritable prototype de l'apprenti-sorcier ».

### Littérature moderne
- L'écrivain français J.-H. Rosny aîné s'inspire librement des aventures de Setné Khâemouaset dans sa nouvelle Les Aventures de Setnê parue en 1902.
- Khâemouaset est un personnage de la série Les Chroniques de Kane de Rick Riordan, où il est présenté comme un fantôme souvent appelé Setné. Il disparaît à la fin de la série en volant le livre de Thot, mais revient par la suite dans le livre The Crown of Ptolemy, du même auteur, et est finalement vaincu par les héros après avoir tenté de devenir un dieu.
- Khâemouaset est le personnage principal du livre Tombeau de Saqqarah de Pauline Gedge, paru en 1990.
- Setna est le héros du cycle Les Enquêtes de Setna (tome 1 La Tombe maudite) publiée par Christian Jacq en 2014/2015.

### Bandes dessinées
Khâemouaset est l'un des principaux héros de la série de bandes dessinées française Sur les terres d'Horus d'Isabelle Dethan, parue entre 2001 et 2010.

### Jeux vidéo
Khâemouaset apparaît sous le nom de Setna dans le jeu de stratégie en temps réel américain Age of Mythology, développé par Ensemble Studios et publié par Microsoft Game Studios en 2002. Il est présenté comme un prêtre d'Osiris (il était en réalité prêtre de Ptah).
Il est également présent dans le jeu vidéo Assassin's Creed Origins sous le nom de Setna, dans le DLC La Malédiction des Pharaons.